# Fábrica de Cal Gallifa
La Fábrica de Cal Gallifa es un edificio de San Juan de Vilatorrada (Bages), que fue una antigua fábrica de río textil y actualmente se ha convertido en un equipamiento municipal que incluye una biblioteca y centro cultural. Junto a las fábricas Borràs y Burés (o fábrica del medio), constituían un importante conjunto fabril al pie del río Cardener que destacó al inicio de la industrialización de esta zona.

## Descripción
El conjunto arquitectónico estaba formado por la antigua fábrica Gallifa y una serie de edificaciones y cubiertos anexos de diferentes épocas que ocupaban una superficie total de 3.500 m². La estructura de la esclusa y canal era compartida con las dos fábricas vecinas (Burés y Borràs). El edificio de la fábrica es de planta rectangular de 22 x 49 m. cubierto a dos aguas con teja sobre machihembrado cerámico, y consta de planta baja, dos pisos y buhardilla, de unos 1.000 m² construidos en cada planta. Los muros son construidos de mampostería con piedra arenisca y mortero de cal con formas irregulares y reforzado con ladrillo en algunos puntos después de su rehabilitación y enlucido completamente en cemento.

En las cuatro fachadas hay una serie de ventanales y pórticos unidireccionales cada 3 o 4 m, lo que permite una gran iluminación interior. El edificio tiene una orientación este-oeste, en posición diagonal respecto al río, con la entrada a poniente, a diferencia de las fábricas vecinas de Burés y Borràs, ubicadas perpendicularmente al río. Una serie de cubiertos rodean la construcción y la limitan con la vecina fábrica Burés. Destaca de todo el conjunto su chimenea octogonal de ladrillo. La nave de la fábrica ha sido objeto de diversas intervenciones arquitectónicas en los últimos años, rehabilitando y readaptando el antiguo espacio a los nuevos usos.

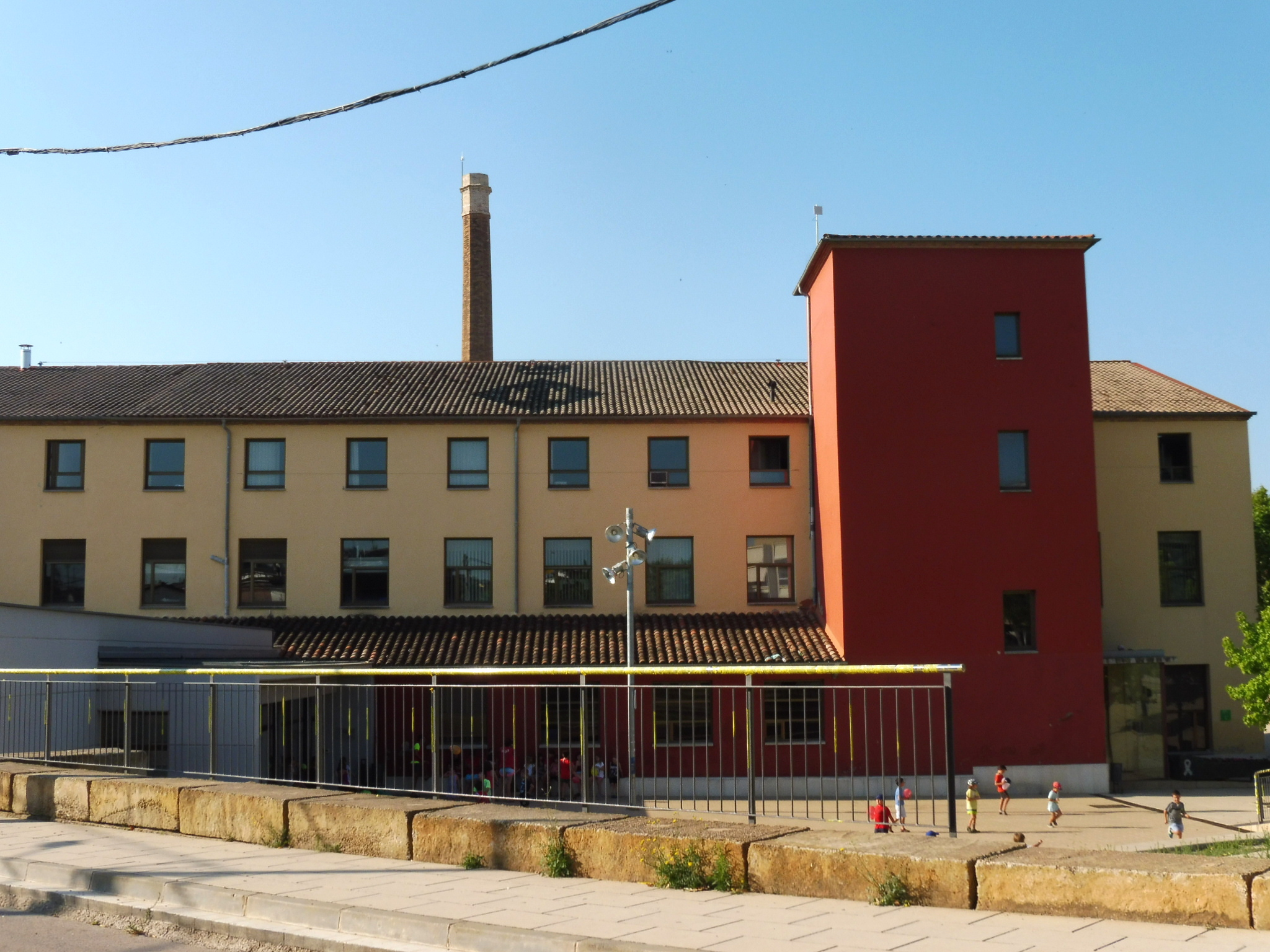
Fachada norte

Como equipamiento municipal, el edificio consta de una sala polivalente en la planta baja, la biblioteca municipal en la primera planta y un centro de iniciativas empresariales y la escuela de adultos en la segunda planta.
Además de la Biblioteca Municipal, las entidades que hacen uso de Can Gallifa son el Grupo de Teatro Xalana, el Grupo de Teatro Trampa, El Sidral, la Asociación de Bailes de Salón, el Casal de las Personas Mayores, La SCCR La Verbena, Orco's, Blau Nit y Xarxa Sant Joan. El ciclo de actos que se lleva a cabo es amplio y variado gracias a la polivalencia de las salas: Bailes, actos sociales, almuerzos populares, teatro etc. . Además deben tenerse presente las actividades montadas de forma permanente como las oficinas del COI.

## Historia
Cal Gallifa funcionó como fábrica textil entre 1860 y 1977. El edificio empezó a construirse en 1860 por Francesc Gallifa y Gomis, asociado con Argemí y Vila. Las obras de la fábrica duraron 5 años y en 1865 se ponía en funcionamiento la instalación de tres plantas, con 51 trabajadores, 6.390 husos y 24 cardadoras. Los terrenos habían sido adquiridos unos años antes, el 8 de abril de 1845, por una sociedad de industriales asentados en Manresa, formada por Llorenç Balari y Ferrer, Isidre Argemí y Gneres, Maurici Torres y Cornet y Francesc Gallifa y Gomis. Gallifa, de acuerdo con Borràs y Burés, dueños de las fábricas vecinas, construyeron entre 1850 y 1853 el salto de agua compartido que daba energía a las tres fábricas. Desde sus inicios la fábrica Gallifa funcionó con vapor y la energía hidráulica del salto del agua hasta 1913, cuando llegó la energía eléctrica. La dependencia de la fuerza del agua todavía siguió como fuerza para generar electricidad. Así, en 1933 y 1934 se modernizó la turbina y se puso un alternador y en los años posteriores a la Guerra Civil, y debido a las restricciones eléctricas, la fábrica se vio obligada a modernizar el salto de agua de Can Canals.
En 1885 la compañía que explotaba la fábrica junto a otras en Manresa y Cardona se transformó en Baleri, Gallifa, Vila y Cía. La sociedad duró trece años hasta que en 1898 se disolvió y se constituyó otra: Gallifa, Vila y Cía. Los nuevos socios eran Magí Gallifa, hijo de Francesc Gallifa, Lluís Vila y Josep Matas, y poseía fábricas en Cardona, Manresa y Sant Joan; y todavía en 1927 se transformó en la Industrial Anónima GVC. En 1922 trabajaban 21 hombres y 91 mujeres.
El aguacero de 1907 afectó a la fábrica tanto como a las otras fábricas del Cardener, ya que se inundó toda la planta baja y la maquinaria quedó inutilizable. La conflictividad laboral ha estado presente siempre a lo largo de su historia. Es conocido el episodio de la huelga general del 14 de julio de 1890 que finalizó con la muerte de uno de los trabajadores por un disparo del sereno de la fábrica en un episodio de gran tensión laboral. Son notables también los incidentes ocurridos durante el proceso de cierre de la fábrica. Se trabajaba fundamentalmente el algodón, aunque en los últimos años se introdujo el poliéster y la viscosa. 
Los años 60 supusieron el inicio de la crisis y cuando se produjo el cierre de las fábricas de Cardona y Manresa; la de San Juan se vio obligada a cerrar sus puertas en 1978. El edificio cambió los telares por libros y es hoy un equipamiento íntegramente destinado a usos culturales.
La nave de la fábrica ha sido objeto de diversas intervenciones arquitectónicas en los últimos años para rehabilitar y readaptar el antiguo espacio a nuevos usos. Una vez definido su cierre en 1977, el edificio entró en un proceso de decadencia y abandono sin precedentes hasta convertirse en un edificio en ruinas a principios de los 80. En 1987 el ayuntamiento de Sant Joan de Vilatorrada adquirió el edificio y las construcciones anexas, y en 1992 adquirió los terrenos de los alrededores propiedad de la familia Gallifa con el objetivo de destinarlos a zona verde. En 1993 se llevaron a cabo las primeras reformas en la planta baja con el objetivo de crear una zona polivalente para múltiples actividades. La sala principal ocupaba las dos terceras partes de la planta, y la otra tercera parte estaba destinada a escenario, almacenes y camerinos. También se reformó parte del tejado con cerchas metálicas. En 1998 se hizo una segunda consolidación estructural con la formación del CIO (Centro de Iniciativas para el Empleo). En 2000 se aprobó un tercer plan de reformas destinado a rehabilitar la primera planta con el objetivo de crear una biblioteca municipal. Paralelamente, se aprobó un proyecto de urbanización del acceso y la creación de un nuevo núcleo de comunicaciones y accesos a la fachada sur, previendo derribar cubiertos anexos a la fachada norte y este para recuperar aberturas. En 2016 se restauró parte de la chimenea, una de las más altas de Cataluña, que se conserva prácticamente intacta, con una inversión de unos 22.000 euros.
La Sala cultural, que da servicio a diversas entidades del pueblo, se inauguró el 13 de junio de 1998, y la biblioteca municipal abrió sus puertas en abril de 2003.